# Challenger de Oeiras II 2024
El torneo Open de Oeiras II 2024 fue un torneo de tenis perteneció al ATP Challenger Tour 2024 en la categoría Challenger 75. Se trató de la 11ª edición; la cual tuvo lugar en la ciudad de Oeiras (Portugal), desde el 13 hasta el 19 de mayo de 2024 sobre pista de tierra batida al aire libre.

## Jugadores participantes del cuadro de individuales
| Preclasificado | País                       | Jugador                 | Rank1 | Posición en el torneo |
| 1              | Bandera de Estados Unidos  | Alex Michelsen          | 69    | Segunda ronda         |
| 2              | Bandera de Estados Unidos  | Zachary Svajda          | 122   | Primera ronda         |
| 3              | Bandera de Estados Unidos  | Emilio Nava             | 124   | Segunda ronda         |
| 4              | Bandera de República Checa | Vít Kopřiva             | 127   | Segunda ronda         |
| 5              | Bandera de Sudáfrica       | Lloyd Harris            | 128   | Segunda ronda         |
| 6              | Bandera de Argentina       | Román Andrés Burruchaga | 149   | Semifinales           |
| 7              | Bandera de Estados Unidos  | Patrick Kypson          | 150   | Segunda ronda         |
| 8              | Bandera de Japón           | Shintaro Mochizuki      | 157   | Primera ronda         |

- 1 Se ha tomado en cuenta el ranking del 6 de mayo de 2024.

### Otros participantes
Los siguientes jugadores recibieron una invitación (wild card), por lo tanto ingresan directamente al cuadro principal (WC):
- Gastão Elias
- Jaime Faria
- Henrique Rocha

Los siguientes jugadores ingresan al cuadro principal tras disputar el cuadro clasificatorio (Q):
- Dan Added
- Adrian Andreev
- Frederico Ferreira Silva
- Juan Pablo Ficovich
- Lukas Neumayer
- Dmitry Popko

## Campeones

### Individual Masculino
- Jaime Faria derrotó en la final a  Elias Ymer por 3–6, 7–6(3), 6–4

### Dobles Masculino
- Anirudh Chandrasekar /  Arjun Kadhe derrotaron en la final a  Simon Freund /  Johannes Ingildsen por 7–5, 6–4